# Han Ji-sung
 (août 2025).
Han Ji-sung (hangeul: 한지성), né le 14 septembre 2000 à Incheon, en Corée du Sud et connu sous le nom de scène HAN (한), est un rappeur, chanteur, danseur, auteur-compositeur-interprète et producteur de musique sud-coréen. Il est membre du groupe sud-coréen Stray Kids.

## Biographie
Han de son vrai nom Han Ji-sung, est l'un des rappeurs du groupe Stray Kids, souvent surnommé « Quokka » en raison de sa ressemblance avec l'animal. Il fait également partie de la sous-unité de hip-hop 3Racha, créée en 2016 au sein de l'agence JYP Entertainment avec Changbin et Bang Chan, avant les débuts officiels de Stray Kids. À l'âge de 9 ans, Han déménage en Malaisie avec sa famille, où il est scolarisé à la maison. Han a donc fait ses études en Malaisie, raison pour laquelle il est un des membres coréens qui a le plus de facilité en anglais.
À son retour en Corée du Sud, il s'entraîne pendant 3 ans à la D.E.F Academy, une académie de danse. Il tente ensuite une audition à la JYP Entertainment, où il est accepté malgré l'avis défavorable de sa famille. Il participera ensuite au survival show Stray Kids organisé par JYP Entertainment en 2017, avant de finalement rejoindre le groupe. Il a également participé à la création de plusieurs centaines de chansons, la plupart étant dédiées à son groupe. Il est d'ailleurs l'un des membres à être le plus crédité, avec en janvier 2023 près de 135 titres enregistrés à son nom à la KOMCA, ce qui fait de lui le plus jeune producteur affilié à la KOMCA (Korea Music Copyright Association) depuis qu'il l'a rejoint en janvier 2023.

## Discographie

### Collaborations et chansons solo
- 2020 : We Go : chanson avec Bangchan et Changbin (3Racha)
- 2021 : Gone Away : chanson avec Seungmin et I.N
- 2022 : Muddy Water : chanson avec Changbin, Hyunjin et Felix
- 2022 : 3RACHA : chanson avec Bangchan et Changbin (3Racha)
- 2022 : RUN
- 2022 : ZONE : chanson avec Bangchan et Changbin (3Racha)
- 2022 : Close
- 2022 : I GOT IT
- 2022 : Alien
- 2022 : Wish You Back
- 2022 : HaPpY
- 2023 : Want So Bad : chanson avec Lee Know
- 2024 : Hold my hand (chanson solo)
- 2025 : Truman : chanson avec Felix